# فرودگاه رادویل
فرودگاه رادویل (به انگلیسی: Radville Airport) یک فرودگاه همگانی است که یک باند فرود چمن دارد و طول باند آن ۷۵۴ متر است. این فرودگاه در کشور کانادا قرار دارد و در ارتفاع ۶۳۰ متری از سطح دریا واقع شده است.